# Nowy Nikiszowiec
Nowy Nikiszowiec – osiedle mieszkaniowe, położone przy ulicy Gospodarczej w Katowicach, na terenie dzielnicy Janów-Nikiszowiec, w sąsiedztwie zabytkowego osiedla patronackiego Nikiszowiec. 
Budowa osiedla realizowana była od wiosny 2018 roku, rozpoczęta w ramach Mieszkania Plus, a we wrześniu 2021 roku do osiedla wprowadzili się pierwsi mieszkańcy. Inwestorem osiedla była utworzona przez PFR Nieruchomości spółka MDR Katowice oraz Katowickie Towarzystwo Budownictwa Społecznego, które przekazało grunt pod budowę osiedla. Budowa ta została sfinansowana ze środków Funduszu Sektora Mieszkań dla Rozwoju FIZAN. Nowym Nikiszowcem zarządza holenderska firma MVGM.

## Geografia
Nowy Nikiszowiec znajduje się we wschodniej części Katowic, w odległości 4 km od centrum miasta, na terenie dzielnicy Janów-Nikiszowiec, niecałe 2 km od zabytkowego osiedla Nikiszowiec.
Pod względem geograficznym, według podziału fizycznogeograficznego Jerzego Kondrackiego osiedle znajduje się w mezoregionie Wyżyna Katowicka (341.13), będącej południową częścią Wyżyny Śląskiej, u podnóży Mrówczej Górki zbudowanej ze skał z górnego karbonu. Obszar Nowego Nikiszowca znajduje się w zlewni dwóch rzek: Rawy (część północna) i Boliny (część południowa).

## Architektura i urbanistyka

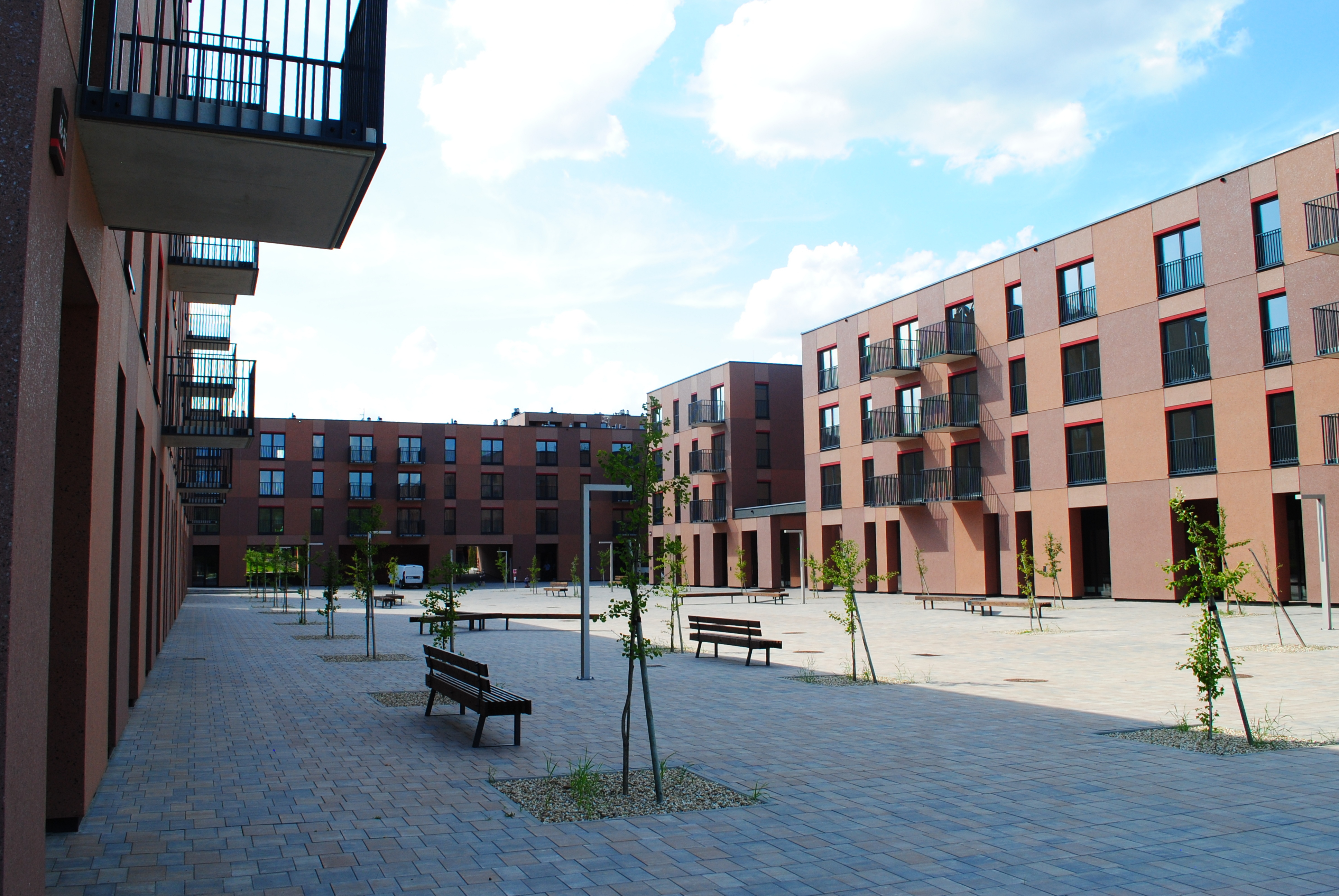
Plac w środkowej części osiedla

Osiedle składa się z 513 lokali mieszkalnych na wynajem (w tym dwudziestu dostosowanych do potrzeb osób niepełnosprawnych) o średniej powierzchni 59 m² (od 36 do 94,5 m²), mieszczących się w trzech kwartałach zabudowy mających 4-7 kondygnacji. W kwartale A znajduje się 158 mieszkań, w kwartale B 198, zaś w kwartale C jest ich 157. Prawie wszystkie mieszkania mają balkony lub loggie. Osiedle zostało zaprojektowane na drodze konkursu przez warszawską pracownię 22Architekci. Pod względem architektonicznym i urbanistycznym nawiązuje ono do rozwiązań zabytkowego Nikiszowca poprzez ceglastą kolorystykę elewacji w kilku odcieniach, które układają się w charakterystyczny wzór poprzez zastosowanie tynku z cząstkami kwarcu i łyszczyku, a w glifach okiennych, podobnie jak w zabytkowym osiedlu, koloru czerwonego. We wnętrzach klatek schodowych również zastosowano detale z koloru czerwonego. Dla wykończenia portali wejściowych wkomponowano ceglane detale, podobnie jak ma to miejsce w zabytkowym Nikiszowcu. 
Wewnątrz wszystkich trzech kwartałów powstały dziedzińce wypełnione terenami zielonymi. Mieszczą się tu również ogródki społeczne, w których mieszkańcy mogą hodować rośliny. Zaprojektowano alejki spacerowe wśród wysokich drzew, a także place zabaw.
W centralnym punkcie osiedla znajduje się plac integrujący lokalną społeczność, przy którym powstały miejsca na punkty handlowo-usługowe i lokale gastronomiczne, których jest łącznie 11 o powierzchni od około 30 do ponad 220 m². Na osiedlu znajdują się 572 miejsca postojowe dla samochodów, w tym 16 dla osób niepełnosprawnych. Do osiedla dobiega droga dojazdowa wraz z chodnikiem i ścieżką rowerową, a także znajduje się przy niej przystanek transportu miejskiego.

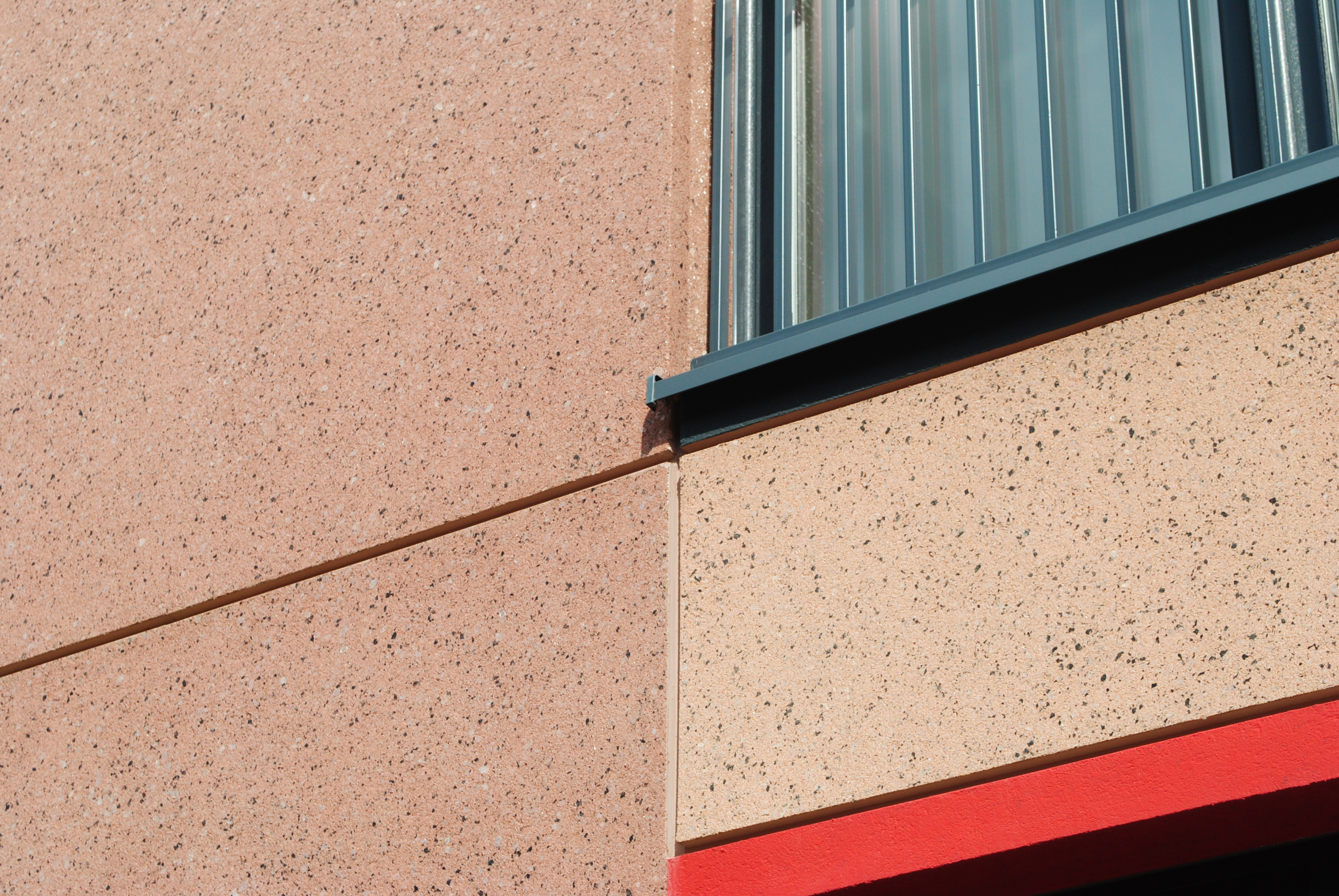
Zbliżenie na elewację jednego z budynków
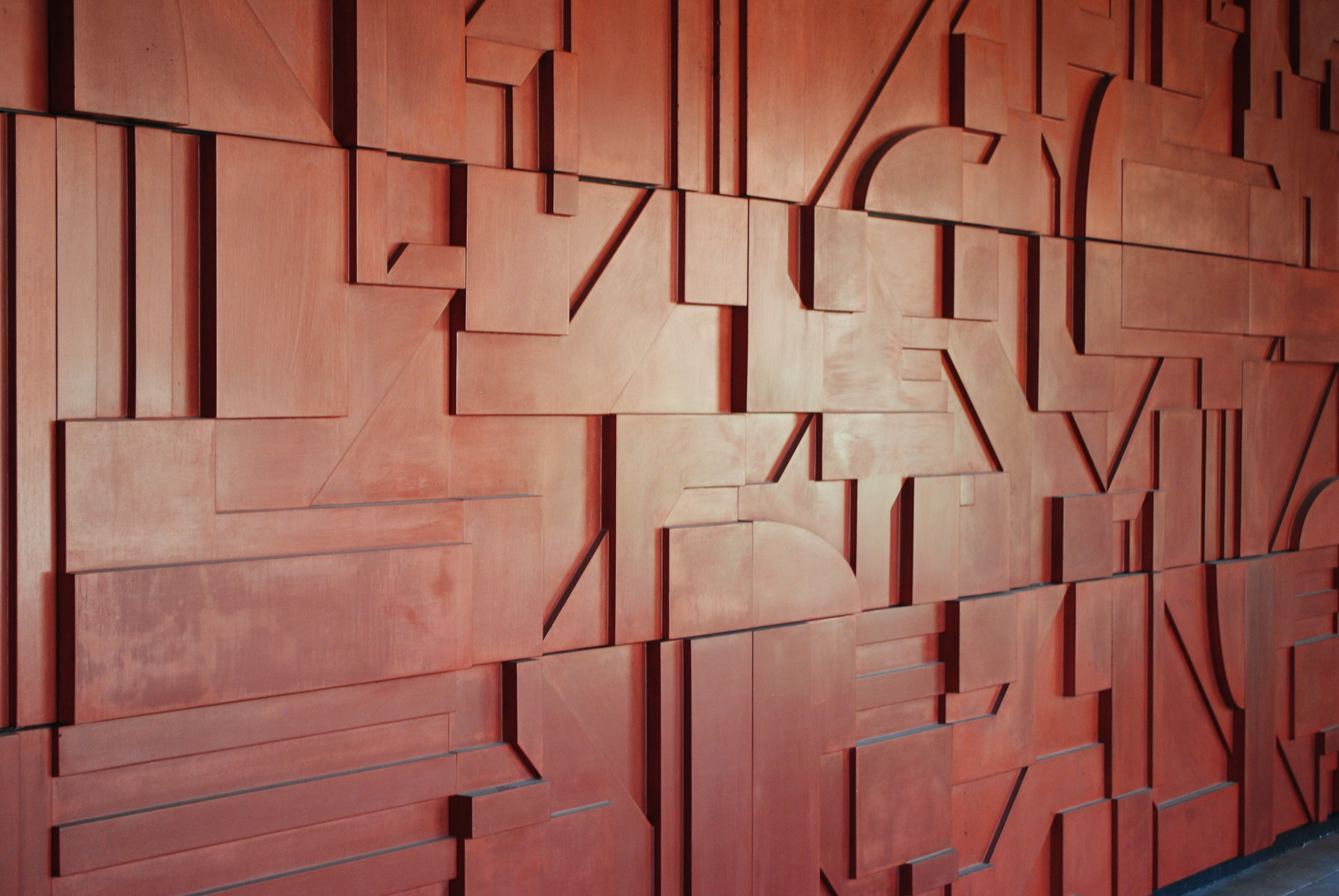
Fragment mozaiki na budynku przy centralnym placu
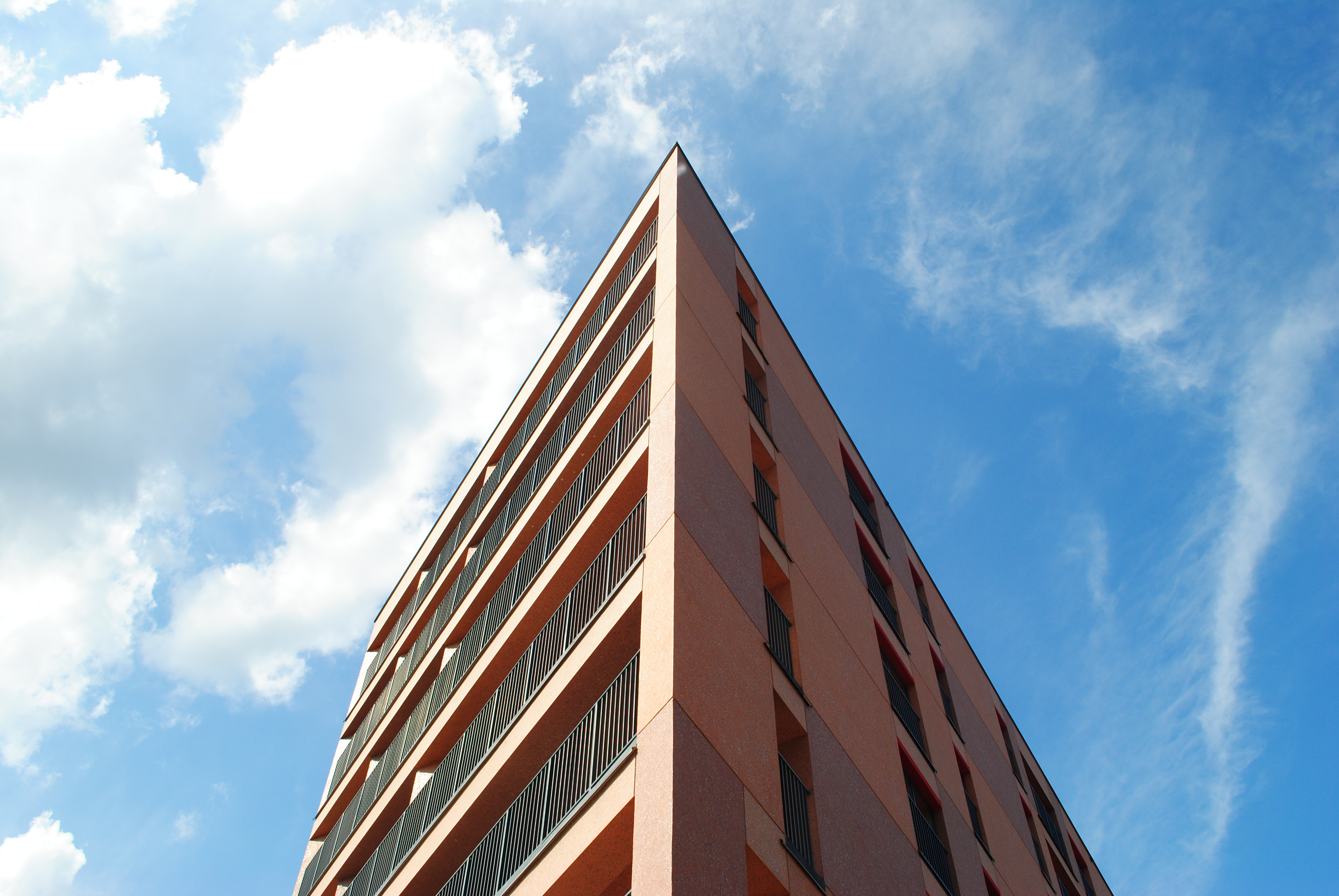
Fragment zabudowy kwartału zachodniego
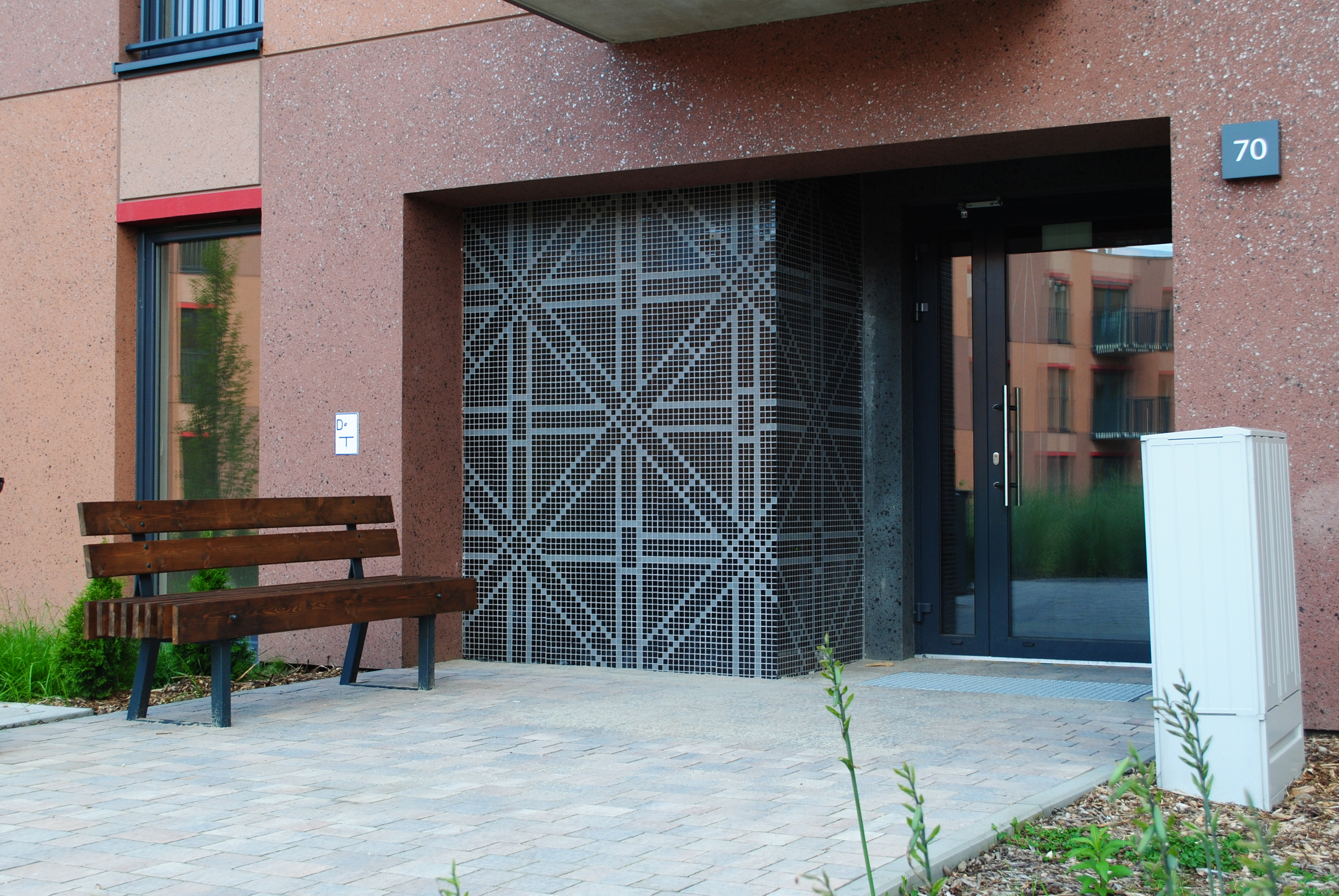
Jedno z wejść do budynku w kwartale południowo-wschodnim
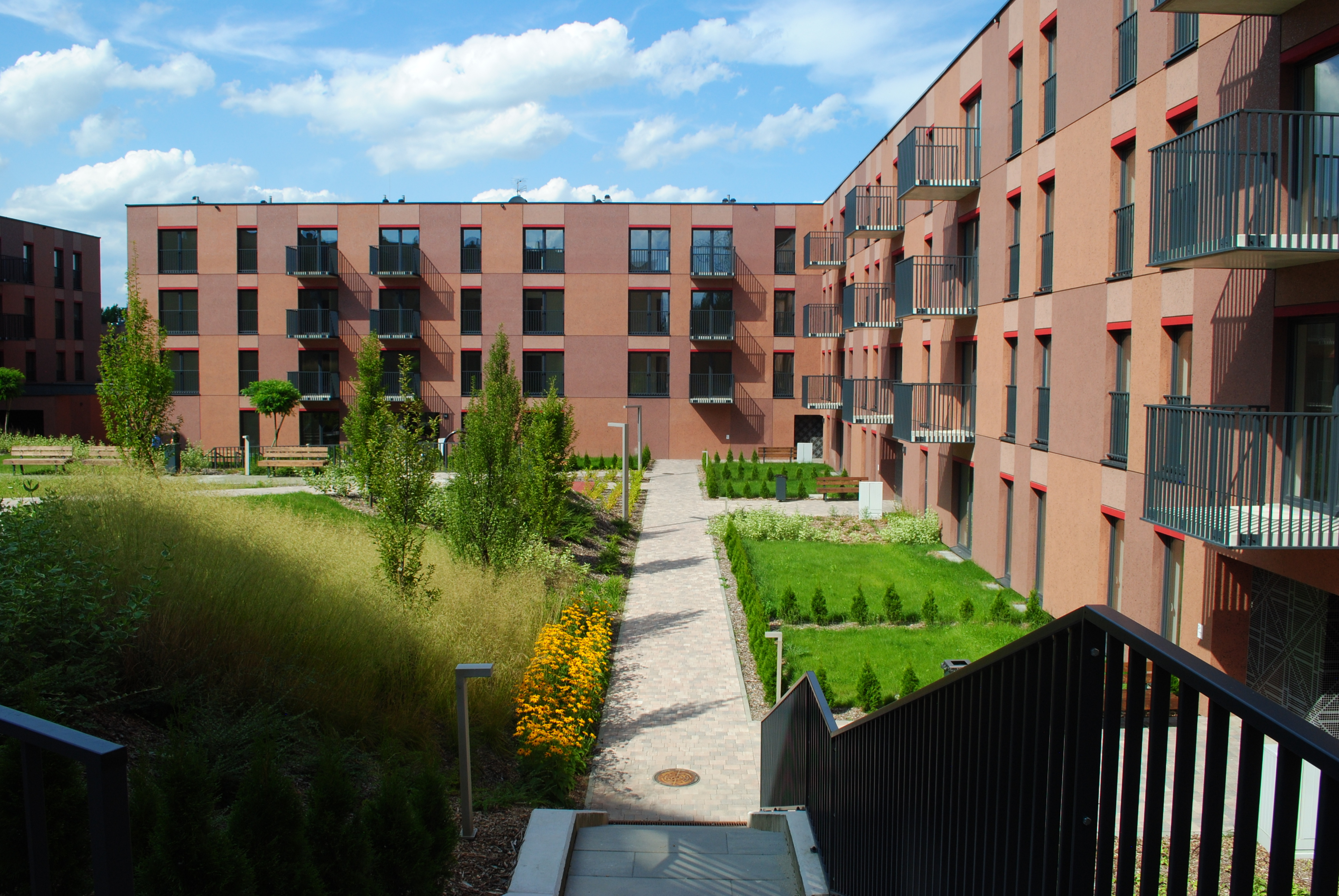
Wnętrze południowo-wschodniego kwartału

## Historia

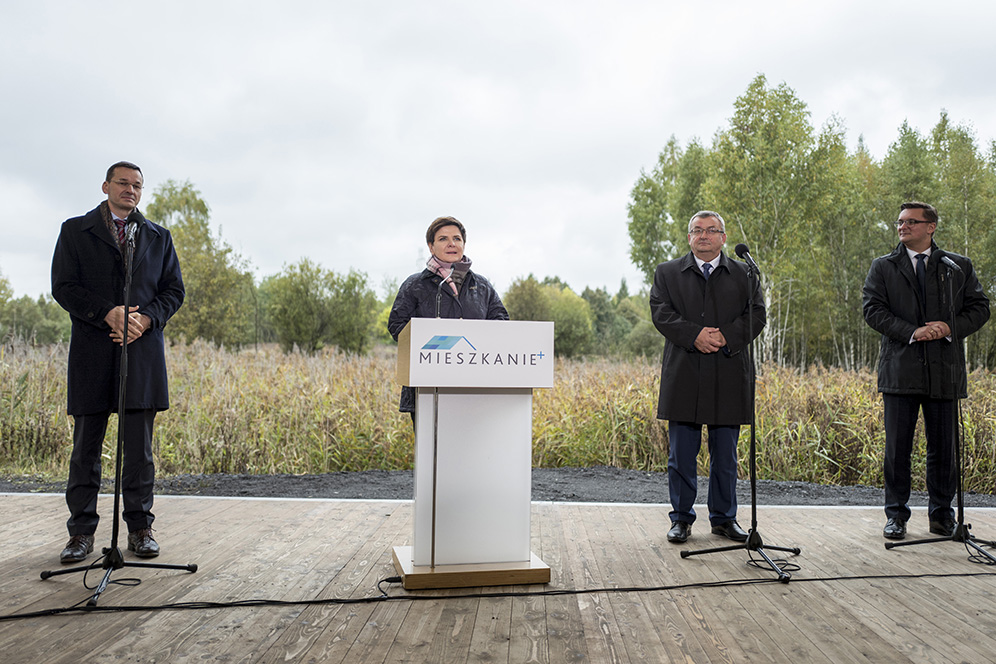
Premier Beata Szydło, wicepremier, minister rozwoju i finansów Mateusz Morawiecki, minister infrastruktury i budownictwa Andrzej Adamczyk i prezydent Katowic Marcin Krupa w trakcie inauguracji programu Mieszkanie Plus na terenie Nowego Nikiszowca 12 października 2016 roku

W 2016 roku rząd Beaty Szydło przyjął Narodowy Program Mieszkaniowy, który zakładał trzy formy wsparcia budownictwa mieszkaniowego, w ramach projektu Mieszkanie Plus, który został w późniejszym czasie zastąpiony przez program Mieszkanie dla Rozwoju. Projekt ten został powierzony spółce PFR Nieruchomości. W Katowicach, w ramach tego programu zaplanowano budowę dwóch osiedli mieszkaniowych: przy ul. Górniczego Dorobku w pobliżu Nikiszowca oraz przy ul. J. Korczaka w Burowcu.
12 października 2016 roku doszło do podpisania w Katowicach listu intencyjnego z przedstawicielami 17 miejscowości w związku ze startem programu Mieszkanie Plus. Z władzami Katowic doszło natomiast do podpisania umowy o współpracy z Bankiem Gospodarstwa Krajowego i to tutaj zaplanowano realizację pierwszego z projektów. Przy ul. Górniczego Dorobku, w miejscu planowanego osiedla Nowy Nikiszowiec zorganizowano konferencję prasową, na której ówczesna premier Beata Szydło wspólnie z wicepremierem Mateuszem Morawieckim, ministrem infrastruktury i budownictwa Andrzejem Adamczykiem oraz prezydentem Katowic Marcinem Krupą omawiali założenia programu. W ramach podpisanej umowy, przy budowie Nowego Nikiszowca ma uczestniczyć PFR Nieruchomości które sfinansuje osiedle, miasto Katowice, które przygotuje infrastrukturę drogową i media oraz Katowickie Towarzystwo Budownictwa Społecznego, które wniesie do spółki celowej grunt pod budowę osiedla.
Pracownia Konior Studio na zlecenie Urzędu Miasta Katowice opracowała wstępną koncepcję zagospodarowania terenu pod przyszłe osiedle, a na doprecyzowanie koncepcji i stworzenie docelowego projektu architektonicznego Nowego Nikiszowca ogłoszono konkurs architektoniczny. Tomasz Konior wyjaśniał podczas prezentacji, że wstępna koncepcja o układzie kwartałowym z ogrodem pośrodku nawiązuje do pobliskiego Nikiszowca pod względem urbanistycznym. 21 lipca 2017 roku koncepcja osiedla warszawskiej pracowni 22Architekci zwyciężyła jednogłośnie w konkursie architektonicznym na opracowanie zabudowy nowego osiedla w rejonie ul. Gospodarczej.

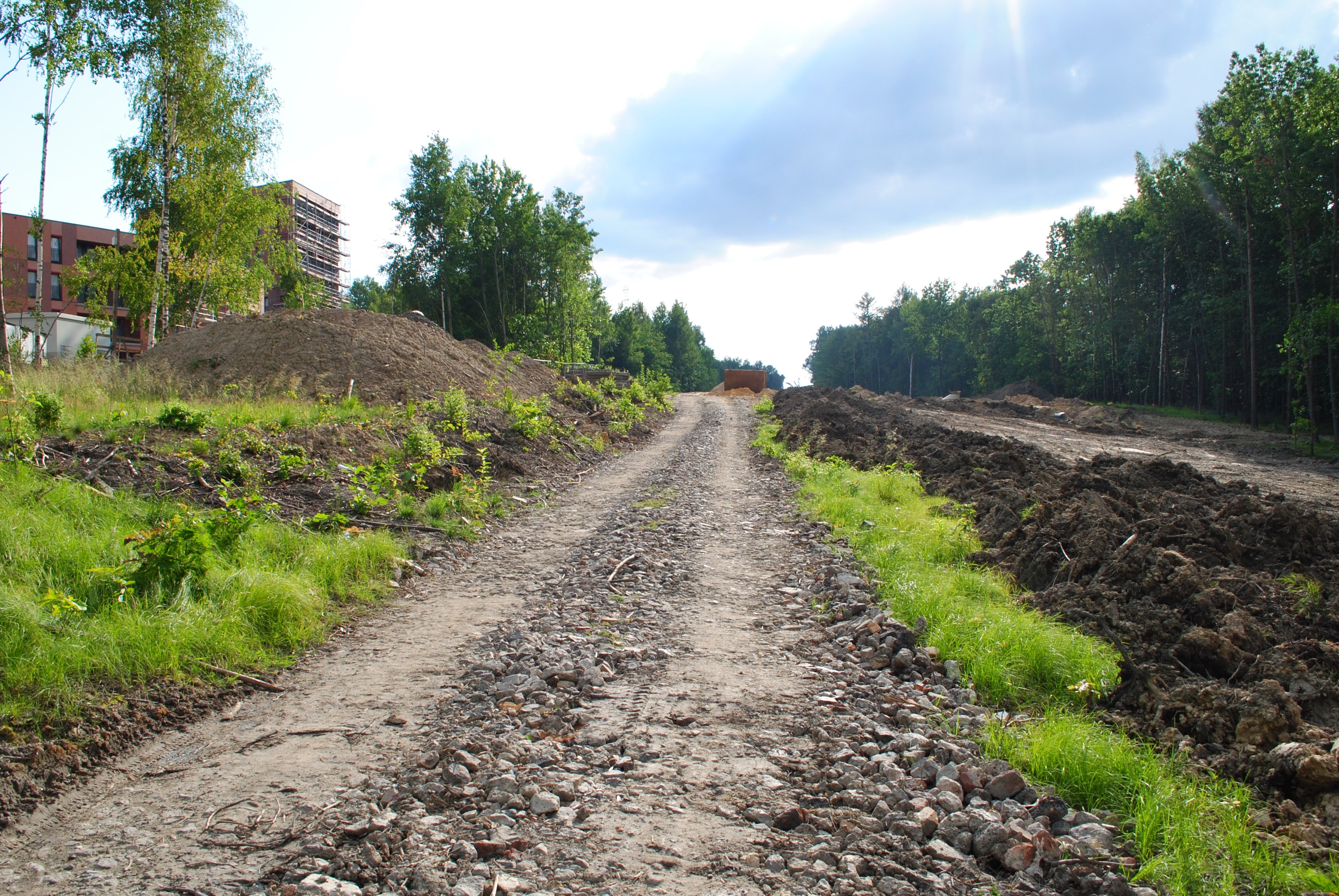
Budowa nowego łącznika ul. Gospodarczej z ul. Szopienicką na wysokości Nowego Nikiszowca w połowie lipca 2020 roku (widok w kierunku zachodnim)

Przetarg na roboty budowlane osiedla rozstrzygnięto w połowie grudnia 2017 roku, a 22 grudnia 2017 roku przy obecności premiera Mateusza Morawieckiego podpisano umowę na roboty budowlane o wartości ponad 100 mln złotych. Generalnym wykonawcą prac budowalnych została spółka IDS-BUD z Warszawy. Prace budowlane przy budowie osiedla rozpoczęto w kwietniu 2018 roku. 
24 marca 2018 roku w Dziale Etnologii Miasta Muzeum Historii Katowic w Nikiszowcu w ramach projektu Przystanek Nikiszowiec odbyło się spotkanie z autorami projektu osiedla, którzy prezentowali realizowaną inwestycję, a także omawiano wstępne zasady przydziału mieszkań.
We wrześniu 2019 roku na budowie osiedla pracowało średnio około 200 osób. Do tego czasu zużyto około 1,9 tys. ton stali o 19,5 m³ betonu. W pierwszym kwartale zabudowy trwały wówczas roboty murowe, a także wznoszono ściany i okna, w drugim montowano stolarkę okienną i wykonywano prace dekarskie, a w trzecim prowadzono roboty żelbetowe oraz murowe. Po ponad sześciuset dniach od rozpoczęciu budowy, 8 listopada 2019 roku na Nowym Nikiszowcu zawisła wiecha, a przy uroczystości jej zawieszenia brali udział m.in. minister finansów, inwestycji i rozwoju Jerzy Kwieciński, wojewoda śląski Jarosław Wieczorek i prezydent Katowic Marcin Krupa. 

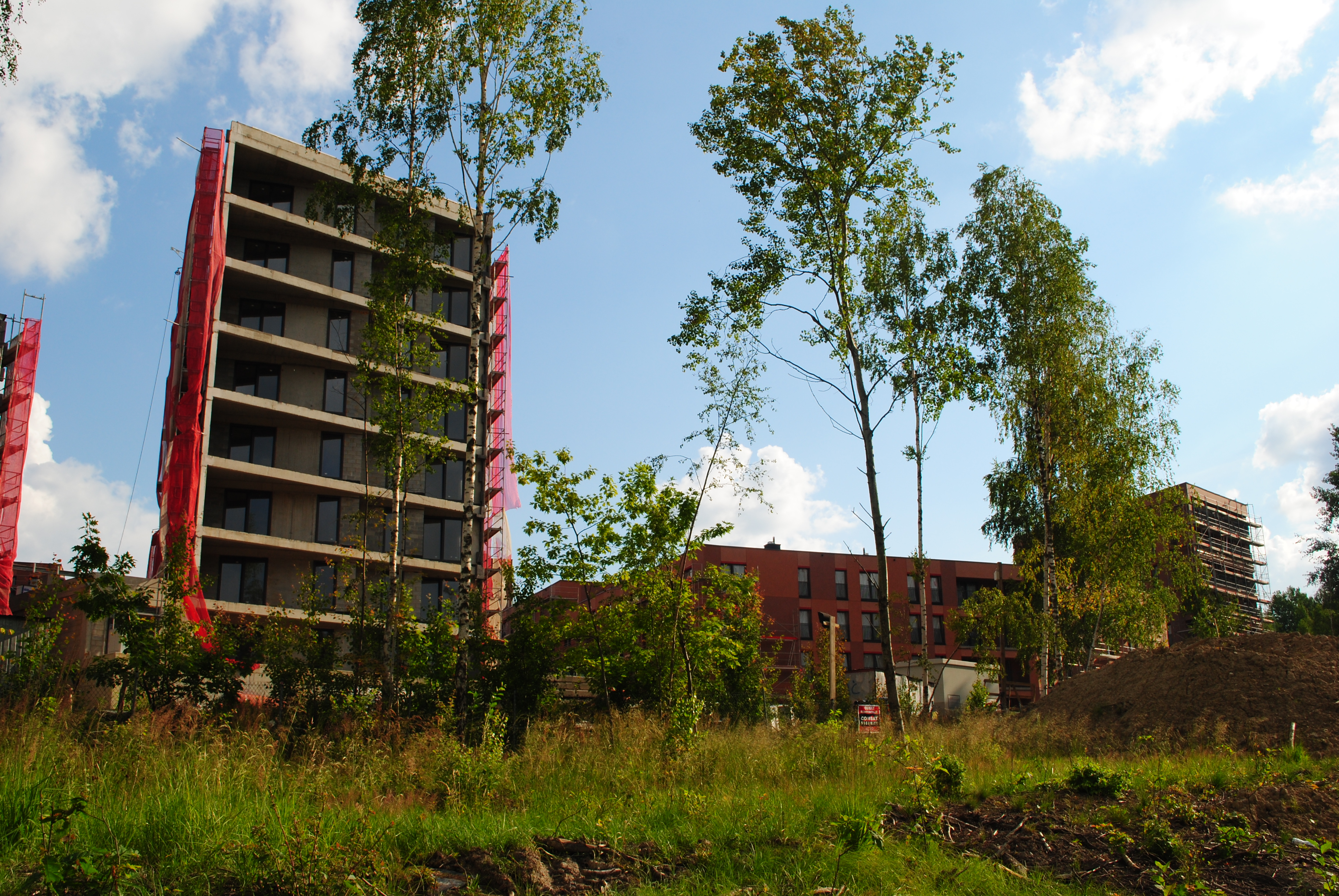
Osiedle Nowy Nikiszowiec w trakcie budowy w lipcu 2020 roku

Urząd Miasta Katowice 22 listopada 2019 roku ogłosiło przetarg na wykonanie I etapu układu drogowego w rejonie Nowego Nikiszowca, związanego z budową łącznika ul. Gospodarczej z ul. Szopienicką. Droga docelowo ma mieć szerokość 7 metrów, a po południowej stronie planowana jest ścieżka rowerowa i chodnik. Powstać mają również zatoki autobusowe. Wraz z budową drogi GPW prowadziła prace przy remoncie wodociągowej sieci magistralnej.
W marcu 2020 roku, w pierwszym kwartale zabudowy trwały prace wykończeniowe we wnętrzach mieszkań oraz prace elewacyjne, w drugim wykonywano tynki i podłoża, a w trzecim montowano okna, prowadzono prace dekarskie oraz instalacyjne. Na początku czerwca 2020 roku osiedle było gotowe średnio w 80%, z czego w kwartale A trwały już prace wykończeniowe, związane m.in. z montażem paneli elewacyjnych czy drzwi wewnętrznych, a w kwartale C trwały jeszcze prace przy elewacji. W październiku 2020 roku na osiedlu trwały w mieszkaniach prace wykończeniowe, a na zewnątrz urządzano już tereny zielone.

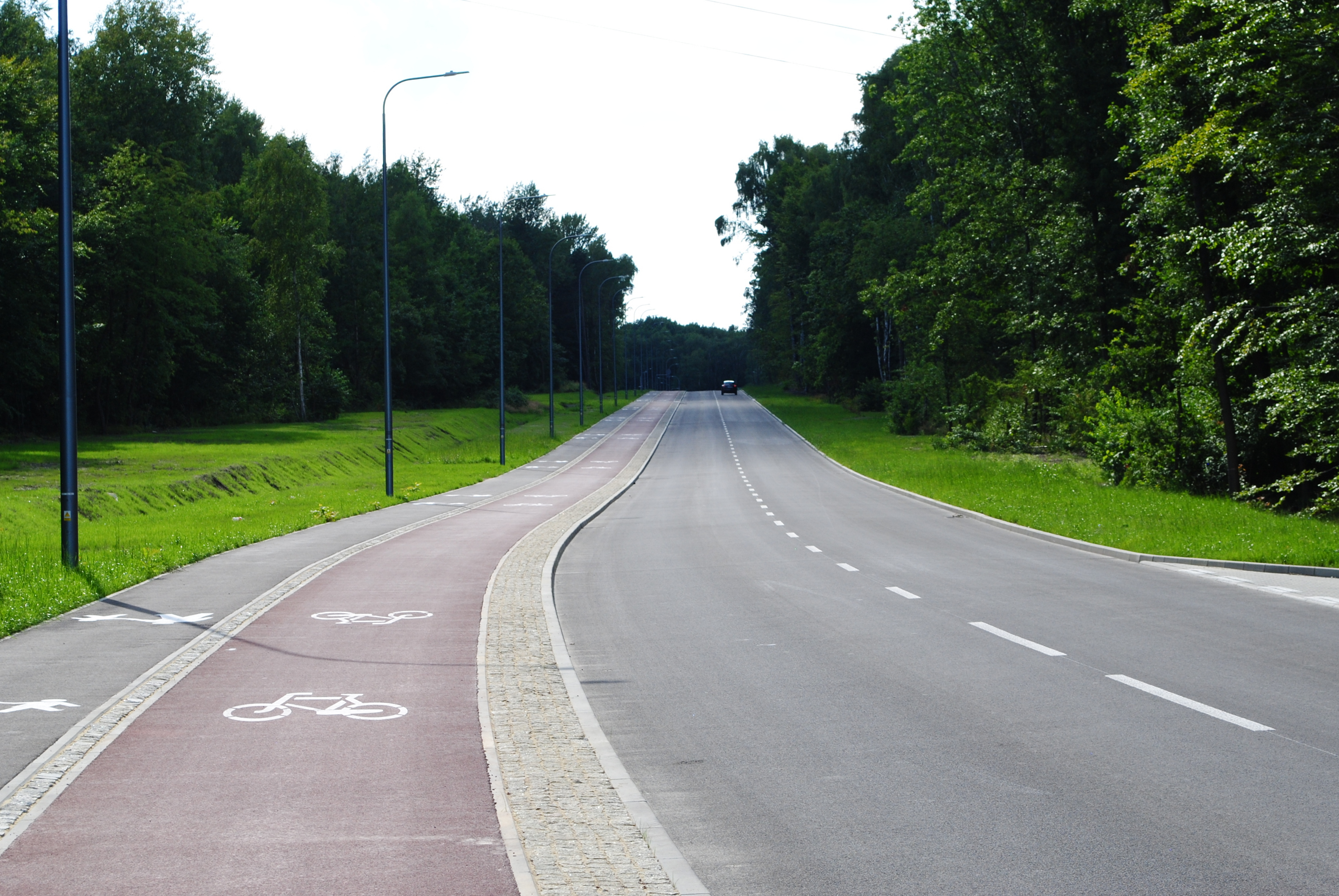
Fragment ukończonego w lipcu 2021 roku łącznika do Nowego Nikiszowca

11 stycznia 2021 roku ruszył nabór wniosków na wynajem mieszkań na Nowym Nikiszowcu. W tym samym okresie prace budowlane przy osiedlu były na etapie wykończeniowym. W kwartale A stan zaawansowania wyniósł wówczas 95%, a C 80%. 
Projekt osiedla Nowy Nikiszowiec 2 lutego 2021 roku został nominowany do nagrody architektonicznej im. Miesa van der Rohe w zakresie architektury współczesnej, natomiast 26 maja 2021 roku podczas gali Real Estate Impactor spółka PFR Nieruchomości została wyróżniona za realizację Nowego Nikiszowca. Podczas tej gali osiedle to nagrodzono za umiejętne wpisanie go w historyczny układ urbanistyczny Katowic. W dniu 28 lipca 2021 roku poinformowano, iż spółka PFR Nieruchomości przekazała zarząd administracyjny nad Nowym Nikiszowcem holenderskiej firmie MVGM. 
W tym samym okresie, w lipcu 2021 roku zakończono prace nad budową łącznika drogowego pomiędzy ulicą Szopienicką a ulicą Gospodarczą o długości 1,35 km, mającego na celu skomunikowanie Nowego Nikiszowca. Na nowej drodze znajdują się trzy ronda, a wzdłuż niej powstał również ciąg pieszo-rowerowy. Pierwotny termin realizacji prac nad drogą to maj 2021 roku, przesunięty z uwagi na m.in. warunki atmosferyczne. 
We wrześniu 2021 roku do Nowego Nikiszowca wprowadzili się pierwsi mieszkańcy – łącznie około 150 rodzin, a do tego czasu podpisano około 300 umów. 